# Fadogia erythrophloea
Fadogia erythrophloea är en måreväxtart som först beskrevs av Karl Moritz Schumann och Kurt Krause, och fick sitt nu gällande namn av John Hutchinson och John McEwan Dalziel. Fadogia erythrophloea ingår i släktet Fadogia och familjen måreväxter. Inga underarter finns listade i Catalogue of Life.